# Roald Dahl
Roald Dahl   (Llandaf, 13 de setembre de 1916 - Oxford, 23 de novembre de 1990) fou un novel·lista, escriptor de contes i guionista gal·lès d'ascendència noruega, famós com a escriptor per a nens i adults. Entre els seus llibres més populars hi ha Charlie i la fàbrica de xocolata, James i el préssec gegant, Matilda, Les bruixes i Històries imprevistes.

## Biografia

### Primers anys

#### Infantesa
Roald Dahl va néixer el 1916 a la Villa Marie de la Fairwater Road al barri Llandaff de Cardiff, de pares noruecs, Harald Dahl i Sofie Magdalena Dahl (de cognom de soltera, Hesselberg). El pare de Dahl havia emigrat al Regne Unit des de la ciutat noruega de Sarpsborg, i es va establir a Cardiff a la dècada de 1880. La seva mare el va seguir i es va casar amb el seu pare el 1911. Dahl va ser anomenat en referència a l'explorador polar noruec Roald Amundsen. El seu primer idioma era el noruec, que parlava a casa amb els seus pares i les seves germanes Astri, Alfhild i Else. Dahl i les seves germanes van ser criats en la fe luterana i van ser batejats a l'Església Noruega de Cardiff, on els seus pares resaven.

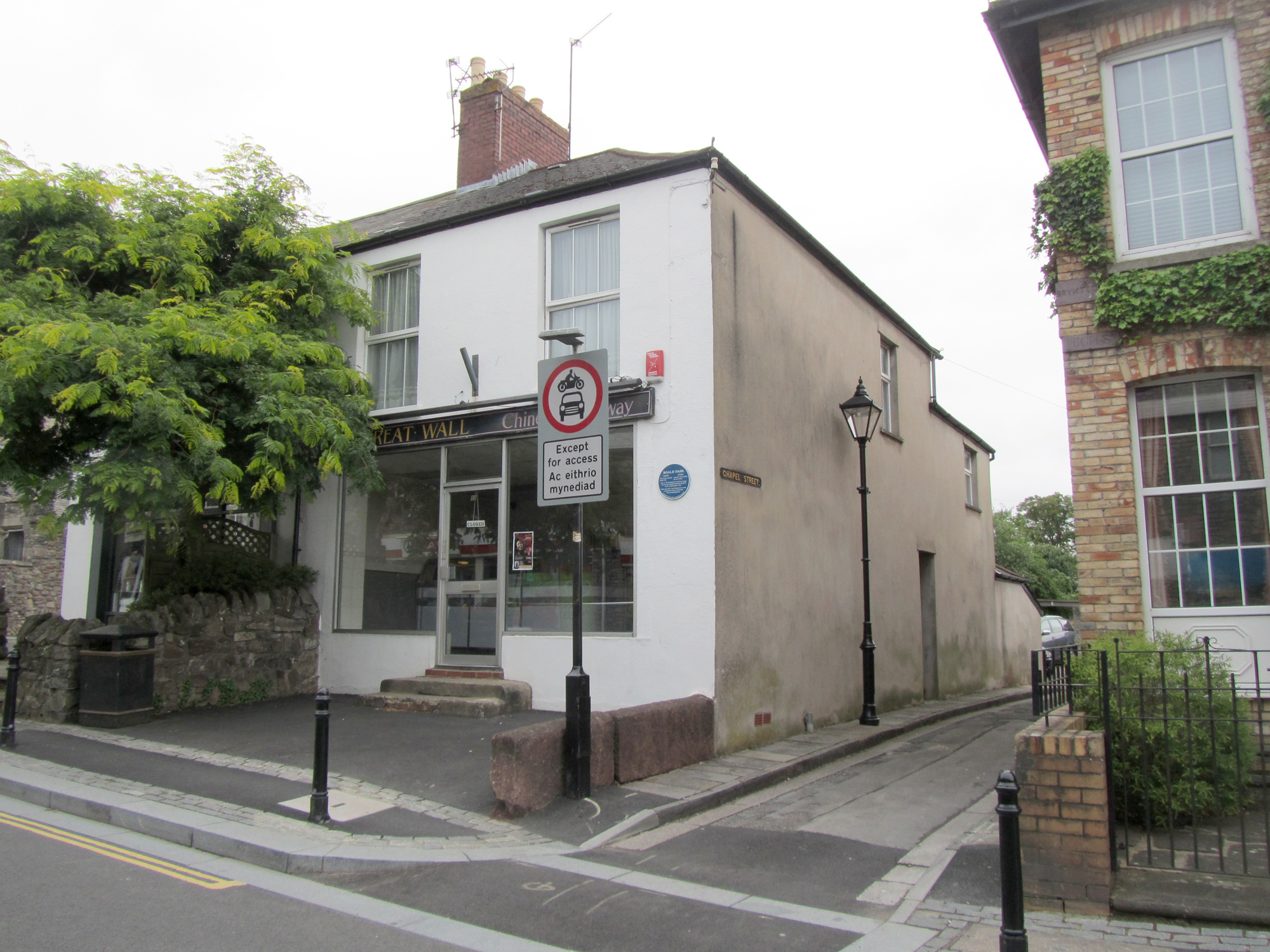
L'antiga botiga de dolços de la senyora Pratchett a Llandaff (Cardiff) té una placa commemorant l'entremaliadura que va fer un jove Roald Dahl posant un ratolí en el pot dels Gobstopper.

El 1920, quan Dahl tenia tres anys, la seva germana de set anys, Astri, va morir d'apendicitis. Setmanes més tard, el seu pare va morir de pneumònia als 57 anys. Amb l'opció de tornar a Noruega a viure amb familiars, la mare de Dahl va decidir romandre a Gal·les, ja que Harald havia desitjat educar els fills a les escoles britàniques, que considerava les millors del món.
Dahl va assistir primer a la Cathedral School de Llandaff. Amb vuit anys, ell i quatre dels seus amics (un, anomenat Thwaites) van ser assotats pel director després de posar un ratolí mort en un pot de Gobstopper a una botiga de dolços, que era propietat d'una vella "garrepa i repugnant" anomenada Pratchett. Això era conegut entre els cinc nois com la "gran trama del ratolí de 1924". Gobstopper era el dolç favorit entre els escolars britànics entre les dues guerres mundials i Dahl el va mencionar en la seva obra literària.
A partir de llavors, es va traslladar a l'internat St Peter de Weston-super-Mare, a Anglaterra. Els pares de Roald haguessin volgut que fos educat en una escola pública anglesa i, a través d'una línia de transbordadors regular del canal de Bristol, resultava ser la més propera. El seu pas per St Peter va ser una experiència desagradable per a ell. Era molt nostàlgic i escrivia a la seva mare cada setmana, però mai li va revelar la seva infelicitat. Només després de la seva mort el 1967 va saber que ella havia guardat totes i cadascuna de les seves cartes, en petits paquets units amb una cinta verda. El 2016, amb motiu del centenari del naixement de Dahl, es van agrupar i difondre les cartes a la seva mare al programa Book of the Week de BBC Radio 4. Dahl va escriure sobre el seu període a St Peter en l'autobiografia El nen.

#### Repton School

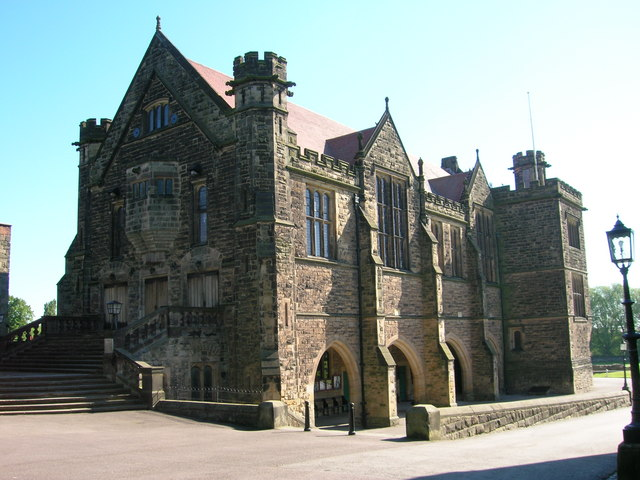
Dahl va assistir a la Repton School de Derbyshire des de 1929 fins a 1934

A partir de 1929, va estudiar a la Repton School de Derbyshire. Dahl va tenir males experiències de l'escola i va descriure un ambient de crueltat ritual on actuaven com a servidors personals dels nois més grans, juntament amb terribles cops; aquestes experiències violentes es descriuen en la biografia de Dahl de Donald Sturrock. Hi ha un rerefons d'aquestes experiències més fosques en els escrits de Dahl i el seu odi a la crueltat i al càstig corporal. Segons El nen, un amic anomenat Michael va ser brutalment apallissat pel director Geoffrey Fisher, que més endavant es va convertir en l'arquebisbe de Canterbury i va coronar la reina Isabel II el 1953. No obstant això, d'acord amb el biògraf de Dahl Jeremy Treglown, la pallissa va tenir lloc el maig de 1933, un any després que Fisher deixés l'escola i quan el director en qüestió era, de fet, John Traill Christie, el successor de Fisher. Això va causar que Dahl tingués "dubtes sobre la religió i fins i tot sobre Déu". Mai se'l va percebre com un escriptor especialment dotat en els seus anys escolars, i un dels seus professors va escriure en l'informe de l'escola: "Mai he conegut ningú que escrigui persistentment paraules que signifiquen exactament el contrari del que pretén".
Dahl era excepcionalment alt, i va arribar a fer 1,98 m en la vida adulta. Va excel·lir en els esports, va ser nomenat capità dels equips de l'escola de fives d'esquaix, i també va jugar per a l'equip de futbol. A més de tenir passió per la literatura, també va desenvolupar interès per la fotografia i, sovint duia una càmera a sobre. Durant els seus anys a Repton, l'empresa de xocolata Cadbury de tant en tant enviava caixes de bombons nous a l'escola perquè els provessin els alumnes. A Dahl se li va ocórrer inventar una nova barra de xocolata que guanyaria l'elogi del mateix senyor Cadbury; i aquest fet va resultar ser la inspiració per escriure el seu tercer llibre infantil, Charlie i la fàbrica de xocolata (1964), i per incloure referències a la xocolata en altres llibres infantils i juvenils.
Al llarg dels seus anys d'infantesa i adolescència, Dahl va passar la major part de les seves vacances d'estiu amb la família de la seva mare a Noruega i va escriure sobre molts bons records d'aquelles expedicions en El nen, com quan va reemplaçar el tabac de la pipa del xicot de la seva germanastra amb excrements de cabra. L'únic mal record de les seves vacances a Noruega va ser amb vuit anys, quan un metge li va retirar els carnots. La seva infància i la seva primera feina venent querosè a Midsomer Norton i als pobles dels voltants a Somerset són tractats en El nen.

#### Etapa postescolar
Després d'acabar el col·legi, l'agost de 1934, Dahl va travessar l'Atlàntic en l'RMS Nova Scotia i va arribar a Terranova amb la Societat d'Escoles Públiques d'Exploració. El juliol de 1934 Dahl va començar a treballar per la companyia Shell Petroleum. Després de dos anys d'aprenentatge al Regne Unit, va ser traslladat primer a Mombasa (Kenya) i a continuació a Dar es Salaam (Tanganyika, actual Tanzània). Juntament amb els altres dos únics empleats de tot el territori, va viure amb tots els luxes a la Casa Shell als afores de Dar es Salaam, amb un cuiner i servei domèstic. Mentre treballava proporcionant petroli als seus clients de Tanganyika, va trobar diferents tipus d'animals salvatges, com mambes negres i lleons.

### Segona Guerra Mundial
L'agost de 1939, quan la Segona Guerra Mundial es veia imminent, es van fer plans per tenir controlats els centenars d'alemanys de Dar es Salaam. Dahl va ser nomenat oficial dels Fusellers Africans Reials, comandant un escamot d'askaris. No se sentia còmode havent de detenir centenars de ciutadans alemanys, però va aconseguir complir les seves ordres.
Poc després, el novembre de 1939, va entrar a les Forces Aèries. Després d'un viatge de 1.000 quilòmetres de Dar es Salaam fins a Nairobi va ser acceptat a l'escola de vol juntament amb 20 persones més, 17 dels quals acabarien morint en combat aeri. Amb set hores i 40 minuts d'experiència en un De Havilland Tiger Moth, ja va volar sol; gaudia observant la vida salvatge de Kenya durant els seus vols. Va continuar la seva formació avançada de vol a l'Iraq. Al cap de sis mesos, va ser nomenat oficial pilot.
El van assignar a un esquadró de Gloster Gladiators, l'últim caça biplà que va fer servir la RAF. Davant de la seva sorpresa, no li van donar cap mena de formació en combat aeri, ni en el pilotatge dels Gladiators. El 19 de setembre de 1940, cap al final d'una missió, no va trobar la pista d'aterratge i, amb poc de combustible i fent-se de nit, va haver d'intentar un aterratge forçós al desert. El tren d'aterratge va topar amb un roc, l'avió es va estavellar, i es va trencar el crani i el nas, i va quedar cec. Va aconseguir d'arrossegar-se fora del foc i es va desmaiar. Més endavant, va escriure sobre l'accident per al seu primer treball publicat.
Dahl va ser rescatat i va recuperar la consciència, però no la visió, i el van portar a l'Hospital Naval d'Alexandria. Allà es va enamorar i desenamorar d'una infermera, Mary Welland. Es va enamorar mentre era cec, però quan va recuperar la vista, va decidir deixar-ho córrer.
Els metges deien que no tenia cap possibilitat de tornar a volar, però el febrer de 1941, al cap de cinc mesos, el van donar d'alta i el van declarar apte per continuar pilotant avions.
El seu esquadró havia estat destinat a la batalla de Grècia, on va entrar en combat i va demostrar un valor extraordinari. Més endavant va ser destinat a Haifa, on va continuar combatent, però allà va començar a tenir migranyes que el deixaven inconscient, i va tornar a Gran Bretanya amb el grau de tinent.
Dahl va començar a escriure el 1942, quan va ser destinat a Washington DC com a agregat. El seu primer treball, publicat al número de l'1 d'agost de 1942 del Saturday Evening Post, va ser "Abatut sobre Líbia", i descrivia com es va estavellar amb el seu Gloster Gladiator. En C. S. Forester li havia demanat que expliqués algunes anècdotes per poder-ne fer un article. En Dahl no va saber què explicar-li i va quedar que li escriuria alguna cosa. Quan en Forester ho va llegir, va decidir de publicar-ho tal com estava.
Durant la guerra, Forester treballava per al Servei d'Informació britànic i escrivia propaganda per la causa aliada. Això el va introduir en l'espionatge i les activitats de l'espia canadenc William Stephenson. Durant la guerra, Dahl va proporcionar intel·ligència de Washington a l'organització de Stephenson. L'ambaixada britànica el va fer tornar a Gran Bretanya per conducta impròpia, però Stephenson el va fer tornar, amb un ascens. Després de la guerra, Dahl va escriure part d'aquesta història i va mantenir durant dècades l'amistat amb Stephenson.

### Postguerra

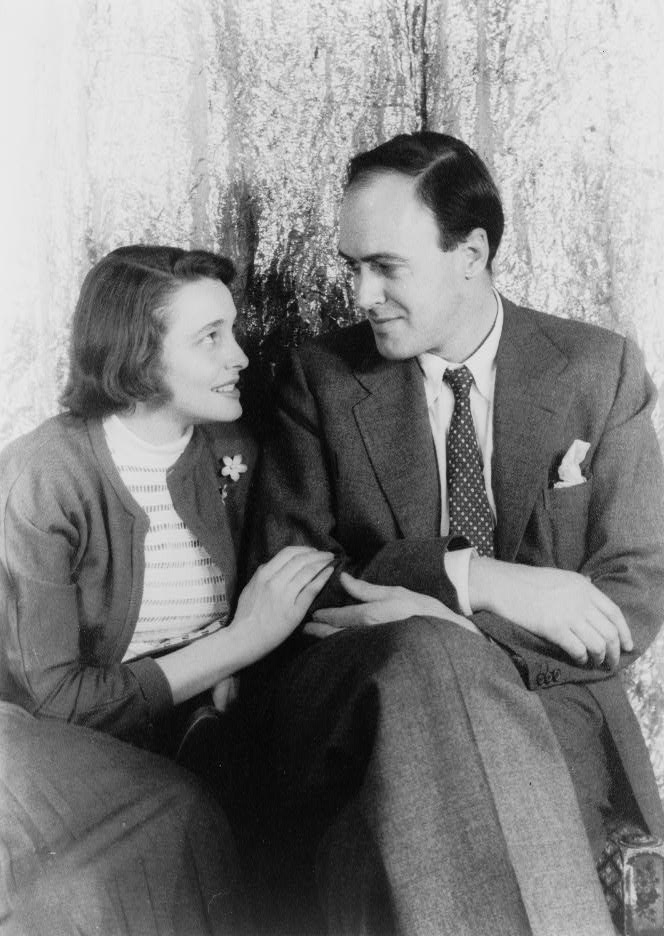
Patricia Neal i Roald Dahl

Dahl es va casar amb l'actriu estatunidenca Patricia Neal el 2 de juliol de 1953 a la Trinity Church de la ciutat de Nova York. El matrimoni va durar trenta anys i van tenir cinc fills: Olivia Twenty (20 d'abril de 1955 – 17 de novembre de 1962); Chantal Sophia "Tessa" (nascuda el 1957); Theo Matthew (nascut el 1960); Ophelia Magdalena (nascuda el 1964) i Lucy Neal (nascuda el 1965).
El 5 de desembre de 1960, amb quatre mesos d'edat, Theo Dahl va ser greument ferit quan un taxi va colpejar el seu cotxet de nadó a Nova York. Durant un temps va patir d'hidrocefàlia i, com a resultat, el seu pare va arribar a estar implicat en el desenvolupament del que es coneix com a vàlvula Wade-Dahl-Till (o WDT), un dispositiu per alleujar la malaltia. La vàlvula va ser fruit d'una col·laboració entre Dahl, l'enginyer hidràulic Stanley Wade i el neurocirurgià Kenneth Till, de l'hospital Great Ormond Street de Londres, i va ser utilitzada amb èxit en gairebé 3.000 nens de tot el món.
El novembre de 1962 Olivia va morir d'una encefalitis provocada pel xarampió als set anys. La seva mort va deixar Dahl "coix de desesperació", i li va produir un sentiment de culpa per no haver pogut fer res per ella. Dahl, posteriorment, es va convertir en un defensor de la immunització i va dedicar el seu llibre El gran amic gegant (1982) a la seva filla. Després de la mort d'Olivia, Dahl va perdre la fe en Déu i veia la religió com una farsa. De dol per la seva pèrdua, va sol·licitar l'orientació espiritual de l'exarquebisbe de Canterbury de Geoffrey Fisher, però es va consternar quan Fisher li va dir que encara que Olivia era al paradís, el seu estimat gos Rowley mai s'hi uniria amb ella. Dahl ho recorda així: "Volia preguntar-li com podia estar tan absolutament segur que les altres criatures no reben el mateix tractament especial com nosaltres. Em vaig asseure preguntant-me si aquesta gran i famosa església realment sabia el que estava dient i si sabia res en absolut sobre Déu o el cel i, si no era així, llavors, qui al món ho sabia?".
El 1965 Patricia Neal va patir tres aneurismes cerebrals mentre estava embarassada del seu cinquè infant, Lucy; Dahl es va encarregar de la seva rehabilitació i ella va tornar a aprendre a parlar i caminar, i fins i tot va reprendre la seva carrera d'actriu. Aquest episodi de la seva vida va ser dramatitzat en la pel·lícula The Patricia Neal Story, en la qual la parella va ser interpretada per Glenda Jackson i Dirk Bogarde.

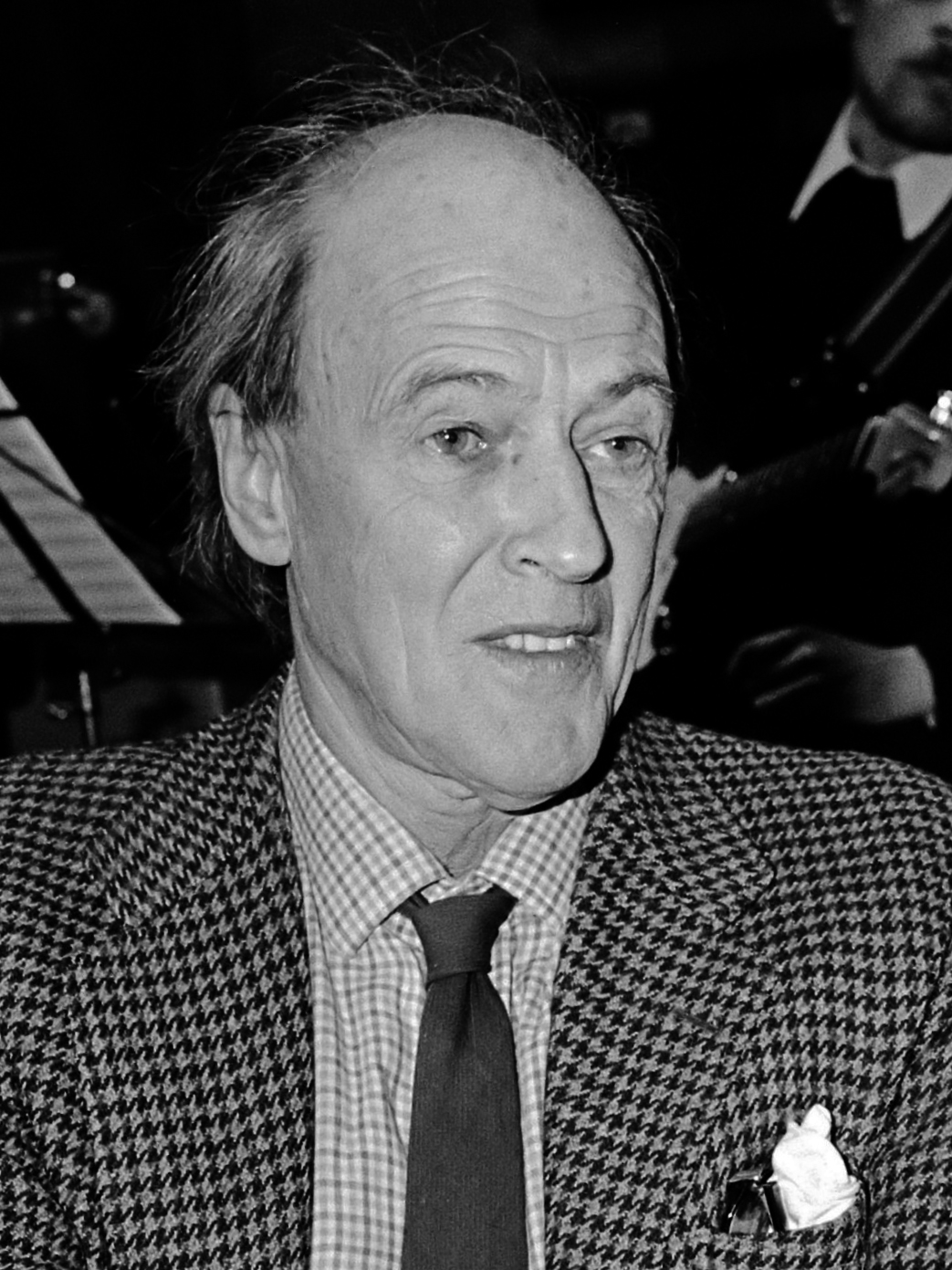
Roald Dahl el 1982

Després de divorciar-se de Neal el 1983, Dahl es va casar amb Felicity "Liccy" Crosland al Brixton Town Hall (South London). Dahl i Crosland havien tingut prèviament una relació. Liccy va deixar el seu treball i es va traslladar a la Gipsy House de Great Missenden (Buckinghamshire), la llar de Dahl des de 1954.
El 1983 Dahl va publicar una crítica del llibre God Cried de Tony Clifton, que tracta el setge de Beirut oest per part de l'exèrcit israelià durant la Guerra del Líban de 1982. Per Dahl, el llibre faria els lectors "violentament antiisraelians", i hi va escriure: "No soc antisemita. Estic en contra d'Israel". Dahl va dir a un periodista el 1983: "Hi ha un tret en el caràcter jueu que fa provocar animositat... Vull dir que sempre hi ha una raó perquè l'antires sorgeixi en qualsevol lloc; fins i tot un pudent com Hitler no es va limitar a recollir-los sense cap raó". Dahl va mantenir amistat amb diversos jueus, incloent-hi el filòsof Isaiah Berlin, que va dir: "Pensava que podia dir quelcom. Podria haver estat proàrab o projueu. No hi havia cap línia coherent. Era un home que va seguir els capricis, i això significava que esclataria en una direcció, per dir-ho d'alguna manera". Amelia Foster, directora del Museu Roald Dahl a Great Missenden, afirma: "Aquest és un nou exemple de com Dahl es negava a prendre's res seriosament, fins i tot a si mateix. Ell estava molt enfadat amb els israelians. Va tenir una reacció infantil al que estava passant a Israel. Dahl volia provocar, com sempre provocava en el sopar. El seu editor era jueu, el seu representant era jueu, i només pensava coses bones d'ells. Em va demanar que fos la seva directora gerent, i jo soc jueva".
El 1986 van oferir-li el reconeixement d'oficial de l'Orde de l'Imperi Britànic, però el va rebutjar suposadament perquè volia el títol de cavaller, de manera que la seva esposa fos Lady Dahl. El 2012 Dahl va aparèixer en la llista del programa de ràdio The New Elizabethans amb motiu del Jubileu de Diamant d'Elisabet II. Un comitè de set acadèmics, periodistes i historiadors van nomenar Dahl entre el grup de britànics que havien tingut un "impacte significatiu" durant el regnat d'Isabel II. Dahl és el pare de l'escriptora Tessa Dahl i avi de la també escriptora i exmodel Sophie Dahl (Sophie d'El gran amic gegant s'anomena així en el seu honor).

### Mort i llegat

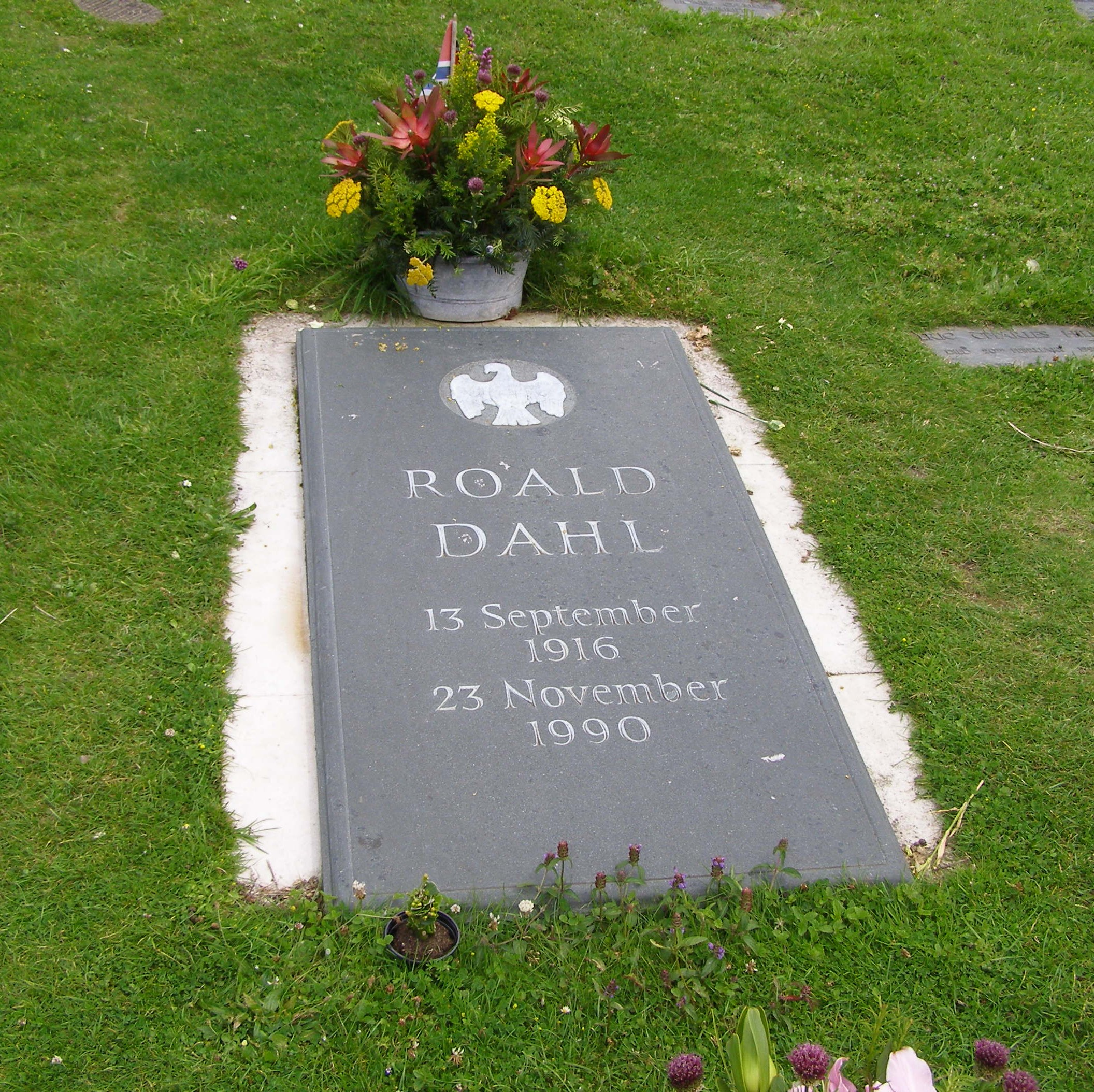
Làpida de Dahl a l'església de Sant Pere i Sant Paul St Peter de Great Missenden (Buckinghamshire)

Roald Dahl va morir el 23 de novembre de 1990 als 74 anys d'una malaltia poc comuna, anèmia mielodisplàstica, a Oxford, i va ser enterrat al cementiri de Sant Pere i de Sant Pau de Great Missenden (Buckinghamshire). Segons la seva neta, la família li va fer una mena "de funeral viking". Va ser enterrat amb els seus tacs de billar, molt bon vi de les vinyes de la Borgonya, xocolatines, llapis HB i una serra circular. Els nens segueixen deixant-li joguines i flors al costat de la seva tomba. El novembre de 1996 es va inaugurar la Galeria Infantil Dahl Roald al Museu del Comtat de Buckinghamshire, a prop d'Aylesbury. El cinturó d'asteroides 6223 Dahl, descobert per l'astrònom txec Antonín Mrkos, es va anomenar en la seva memòria el 1996.
El 2002 un dels llocs més moderns de la badia de Cardiff, la plaça de la Conca Oval, va passar a denominar-se Roald Dahl Plass. "Plass" significa 'plaça' en noruec, en al·lusió a les arrels noruegues de l'escriptor. També, diverses persones han reclamat que s'erigeixi una estàtua permanent a Cardiff en el seu honor. El 2016 la ciutat va celebrar el centenari del naixement de Dahl a Llandaf. Algunes organitzacions artístiques gal·leses, com el Teatre Nacional de Gal·les, el Centre del Mil·lenni de Gal·les i Literature Wales, es van unir per produir una sèrie d'esdeveniments, titulats Roald Dahl 100, incloent-hi una actuació arreu de la ciutat de Cardiff.
Des de la seva mort, la seva vídua ha continuat els compromisos de Dahl en els camps de la neurologia, l'hematologia i l'alfabetització, a través de la Roald Dahl's Marvellous Children's Charity, anteriorment coneguda com a Fundació Roald Dahl. L'organització ofereix tractament i suport als infants greument malalts i als joves de tot el Regne Unit. El juny de 2005 Cherie Blair, dona del primer ministre britànic Tony Blair, va inaugurar el Museu i Centre d'Història Roald Dahl, situat al poble natal de l'autor, per homenatjar l'obra de Roald Dahl i avançar en l'alfabetització. Més de 50.000 estrangers, principalment d'Austràlia, Japó, els Estats Units i Alemanya, visiten el museu cada any.

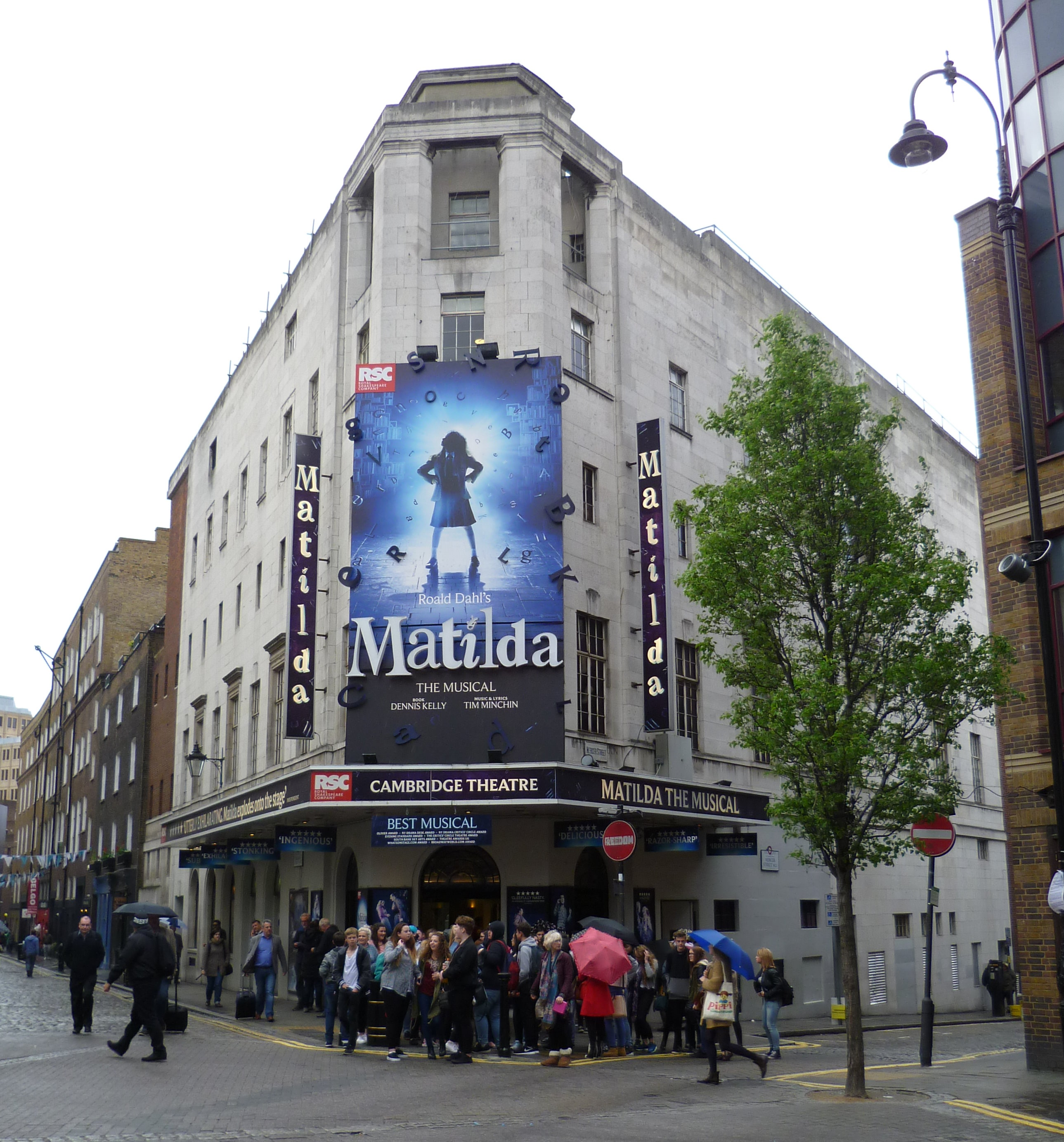
Matilda the Musical s'ha representat al West End des del novembre de 2011, i a Broadway des de l'abril 2013

El 2008 l'ONG Booktrust l'escriptor de literatura infantil i juventil Michael Rosen van inaugurar el premi Roald Dahl Funny, un premi anual als autors de ficció infantil humorística. El 14 de setembre de 2009, l'endemà del que hauria estat el 93è de Dahl, es va destapar la primera placa en el seu honor a Llandaff. En lloc de commemorar el seu lloc de naixement, la placa es va situar a la paret de l'antiga botiga de dolços que apareix en l'obra autobiogràfica El nen. Es va inaugurar per la seva vídua Felicity i el seu fill Theo. L'aniversari del naixement de Dahl, el 13 de setembre, se celebra com el Dia Roald Dahl a l'Àfrica, el Regne Unit i a l'Amèrica Llatina.
En honor de Dahl, l'oficina de correus de Gibraltar va emetre el 2010 un conjunt de quatre segells amb il·lustracions originals de Quentin Blake per a quatre dels llibres infantils de Dahl durant la seva llarga carrera: El gran amic gegant, Els Culdolla, Charlie i la fàbrica de xocolata i Matilda. El Royal Mail també va emetre un conjunt de sis segells l'any 2012, amb il·lustracions de Blake per Charlie i la fàbrica de xocolata, Els Culdolla, Les bruixes, Matilda, El fantàstic senyor Guillot i James i el préssec gegant. La influència de Dahl s'ha estès més enllà de les figures literàries. Per exemple, el director de cinema Tim Burton va recordar de la seva infància "la segona capa [després del Dr. Seuss] de connectar-se a un escriptor que té la idea de la faula moderna, la barreja de la llum i la foscor, no parlar cap als nens i el tipus d'humor políticament incorrecte que els nens reben. Sempre m'ha agradat i ha modelat tot el que he sentit que he fet". Steven Spielberg va llegir el El gran amic gegant als seus fills quan eren joves, destacant que el llibre celebra el fet que està bé ser diferent, així com tenir una imaginació activa: "És molt important que preservarem la tradició de permetre que els nens petits facin córrer lliurement la seva imaginació, i la màgia i la imaginació són la mateixa cosa". L'actriu Scarlett Johansson va citar El fantàstic senyor Guillot com un dels cinc llibres que l'han marcat.
Considerat com "un dels grans narradors per a nens del segle XX", Dahl va ser nomenat per The Times com un dels cinquanta millors escriptors britànics des de 1945. Es troba entre els autors de ficció més venuts en el món, amb unes vendes estimades en més de 250 milions de dòlars, i els seus llibres s'han publicat en gairebé 60 llengües. El 2003 quatre llibres de Dahl es van situar a la llista Top 100 de The Big Read, una enquesta de l'opinió pública britànica feta per la BBC per determinar la "novel·la més estimada de la nació" de tots els temps. L'obra de Dahl que estava més amunt va ser Charlie i la fàbrica de xocolata, en 35a posició. En les enquestes de professors, pares i estudiants del Regne Unit, Dahl està sempre com el millor escriptor de literatura infantil i juventil. En una llista de 2006 de la Royal Society of Literature, l'autora de Harry Potter J. K. Rowling anomena Charlie i la fàbrica de xocolata com un dels seus deu millors llibres que tots els nens haurien de llegir. El 2012 Matilda es va situar en el número 30 de la llista de les millors novel·les infantils de tots els temps en un estudi publicat per School Library Journal, una publicació mensual venuda principalment als EUA. La llista de 100 obres de la mateixa publicació incloïa quatre llibres de Dahl, més que qualsevol altre escriptor: Matilda, Charlie i la fàbrica de xocolata, Les bruixes i el El gran amic gegant.

## Obra
La primera obra publicada de Dahl, inspirada per una trobada amb C.S. Forester, va ser Shot Down Over Libya ("Abatut sobre Líbia"). Avui dia la història es publica com A Piece of Cake ("Un tall de pastís", en sentit figurat, bufar i fer ampolles). La història, sobre les seves aventures en temps de guerra, la va comprar el Saturday Evening Post per 900 dòlars, i el va impulsar en la seva carrera com a escriptor. El títol li va inspirar un article sensacionalista sobre l'accident que l'havia encegat, que explicava que l'havien abatut, en comptes d'haver-se forçat a aterrar per falta de combustible.
El seu primer llibre infantil va ser The Gremlins (1943), sobre uns petits éssers entremaliats que eren part del folklore de la RAF. Walt Disney va comprar-ne els drets per fer-ne una pel·lícula, però al final el projecte no va tirar endavant. Més endavant, va escriure algunes de les històries per a infants més apreciades del segle xx, com Charlie i la fàbrica de xocolata, Matilda i James i el préssec gegant.
També va tenir èxit escrivint contes macabres per a adults, sovint amb un sentit de l'humor força negre, i amb finals sorprenents. Molts van ser escrits originalment per a revistes estatunidenques, com ara Ladies Home Journal, Harper's, Playboy i The New Yorker, i ajuntats per Dahl en antologies. Va guanyar tres premis Edgar, el 1954, el 1959 i el 1980. Entre les més conegudes destaca "El meu oncle Oswald" (My Uncle Oswald, 1979), escrita en forma de crònica i aparentment autobiogràfica, explica la història d'un "dandy" que aprofita qualsevol oportunitat per a fer-se ric i viure com un rei. La trama principal se centra en el descobriment d'una pols d'escarabat que té uns efectes similars a la viagra, amb la qual fabrica unes pastilles que ven a preu d'or. Com que no en té prou, s'associa amb un científic i la seva ajudant i es dediquen a recollir esperma de personatges destacats (pintors, polítics, científics, ...) i vendre'l a dones riques que desitgen tenir un fill d'algun d'ells.
La seva col·lecció de contes Tales of the Unexpected (Històries imprevistes) es va adaptar per a la televisió amb gran èxit, l'autor les presentava personalment a l'estil d'Alfred Hitchcock en la sèrie Alfred Hitchcock Presents, Roald Dahl va escriure les històries en les quals es basaven sis capítols d'aquesta sèrie de Hitchcock. Quan es van acabar les històries originals de Roald Dahl, la sèrie va continuar adaptant d'altres autors del mateix estil.
Durant una època breu, i relativament poc reeixida de la dècada dels 60, en Dahl va escriure guions de cine. Dos dels seus guions – la pel·lícula de James Bond Només es viu dues vegades i Chitty Chitty Bang Bang – eren adaptacions de novel·les d'Ian Fleming. També va escriure un primer esborrany per adaptar la seva pròpia novel·la Charlie i la fàbrica de xocolata, que va ser molt modificat per David Seltzer i produït com a pel·lícula l'any 1971. Dahl va repudiar la pel·lícula.
Va escriure la seva autobiografia en tres volums, la primera part, El nen (Boy: Tales of Childhood, 1984), narra les seves experiències infantils tant a Anglaterra com a Noruega des del punt de vista d'un nen petit. La segona novel·la Sol pel món (Going Solo, 1986) explica principalment les seves experiències treballant per a la Royal Dutch Shell a l'Àfrica i amb la RAF durant la Segona Guerra Mundial. El tercer llibre, My Year (1993), escrit poc abans de la seva mort el 1990 i publicat pòstumament, és una recopilació d'anècdotes de la seva vida des de la infància.

### Ficció per a nens
Les obres de Dahl per a nens sovint estan enfocades des del punt de vist d'un nen. Típicament hi surten "dolents" adults que odien i maltracten els nens, i almenys un adult "bo" per a contrarestar els dolents. Aquests personatges són possiblement una referència als abusos que el mateix Dahl va patir als internats on va assistir. Solen contenir molt d'humor negre i situacions grotesques, i fins i tot violentes. The Witches (Les bruixes), George's Marvelous Medicine (La meravellosa medicina d'en Jordi) i Matilda són exemples d'aquesta fórmula. The BFG (El gran amic gegant) la segueix també amb el gegant bo (el gran amic del títol) que representa l'arquetipus d'"adult bo" i els altres gegants com a "adults dolents". Aquesta fórmula també és força evident al guió cinematogràfic de Dahl per Chitty Chitty Bang Bang. També apareixen temes amb consciència de classe, més o menys dissimulats, en obres com Fantastic Mr. Fox (El fantàstic senyor Guillot) i Danny, the Champion of the World (Danny, el campió del món). Sovint també presenta als seus llibres personatges molt grassos, sovint nens. Augustus Gloop (Charlie i la fàbrica de xocolata), Bruce Bogtrotter (Matilda), i Bruno Jenkins (Les bruixes) en són alguns. Tots aquests personatges són o bé dolents o bé golafres, i sovint reben càstigs: Augustus Gloop beu al riu de xocolata d'en Willy Wonka, no fent cas dels adults que li diuen el contrari, i hi cau. En Bruce Bogtrotter roba el pastís de la directora Miss Trunchbull, i el forcen a menjar-se un pastís gegant de xocolata davant de tota l'escola. En Bruno Jenkins és transformat en ratolí per les bruixes i, segons s'especula, possiblement repudiat.
Molts dels seus llibres infantils han estat il·lustrats per Quentin Blake.

### Influències

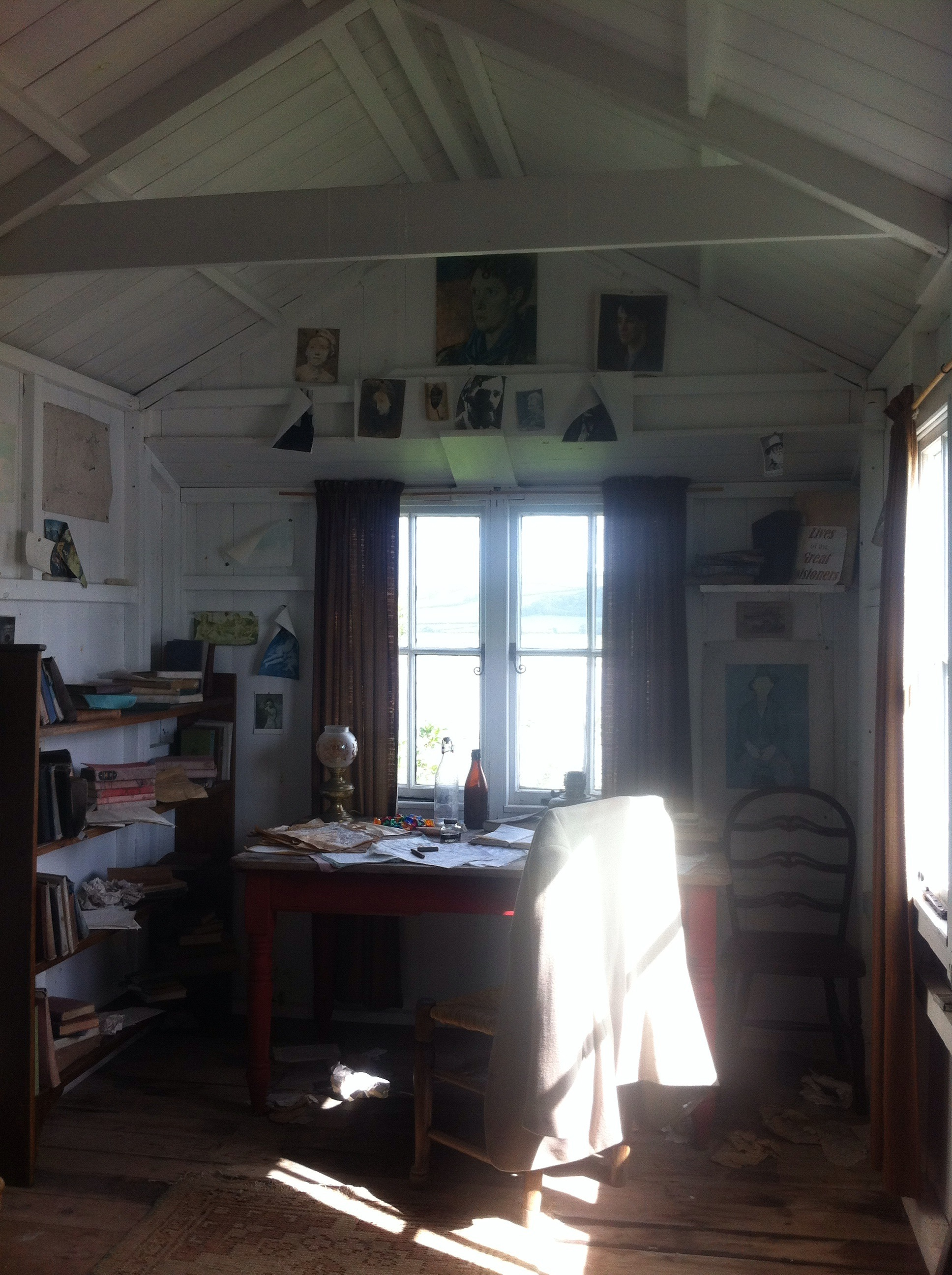
Interior del cobert de Dylan Thomas. Dahl es va construir una rèplica en el seu propi jardí a Great Missenden, on va escriure moltes de les seves històries.

Una part important de les influències literàries de Dahl provenien de la seva infantesa. En la seva joventut, va ser un àvid lector i va quedar especialment impressionat per contes fantàstics d'heroisme i triomf. Entre els seus autors favorits hi havia Rudyard Kipling, Charles Dickens, William Makepeace Thackeray i Frederick Marryat, i les seves obres van deixar un pòsit en la seva vida i escriptura. A casa seva trobava massa distraccions i Dahl va recordar que el poeta Dylan Thomas havia trobat un cobert tranquil per escriure a prop de casa. Dahl va viatjar a visitar el cobert de Thomas a Sir Gaerfyrddin (Gal·les) a la dècada de 1950 i, després de visitar el seu interior, va decidir construir una rèplica per escriure-hi a dins.
A Dahl va ser també li agradaven les històries de fantasmes i va afirmar que Trolls de Jonas Lie va ser una de les millors històries de fantasmes que s'havien escrit. De jove, la seva mare Sofie Dahl explicava mites i llegendes noruegues tradicionals de la seva terra natal a Dahl i a les seves germanes. Dahl sempre va assegurar que la mare i les seves històries havien tingut una forta influència en la seva obra. En una entrevista, va afirmar: "Era una gran narradora de contes. La seva memòria era prodigiosa i res del que li va passar en la seva vida va quedar en l'oblit". Quan Dahl va començar a escriure i publicar els seus llibres infantils i juvenils, va crear un personatge d'àvia a Les bruixes i més tard va declarar que es va basar directament en la seva pròpia mare com a tribut.

## Obres publicades

### Literatura infantil i juvenil

#### Prosa
- The Gremlins (1943)
- James i el préssec gegant (James and the Giant Peach, 1961)[88]
- Charlie i la fàbrica de xocolata (Charlie and the Chocolate Factory, 1964)[89]
- El dit màgic (The Magic Finger, 1966)[90]
- El fantàstic senyor Guillot (Fantastic Mr. Fox,1970)[91]
- Charlie i el gran ascensor de vidre (Charlie and The Great Glass Elevator, 1972)[92]
- Danny, el campió del món (Danny, the Champion of the World, 1975)[93]
- The Enormous crocodile (1978)
- Els Culdolla (The Twits, 1980)[94]
- La meravellosa medicina d'en Jordi (George's Marvelous Medicine, 1981)[95]
- El gran amic gegant (The BFG, 1982)[96]
- Les bruixes (The Witches, 1983)[97]
- La girafa, el pelicà i jo (The Giraffe and the Pelly and Me, 1985)[98]
- Matilda (Matilda, 1988)[99]
- Agu Trot (Esio Trot, 1989)[100]
- The Vicar of Nibbleswicke (1990)
- The Minpins (1991)

#### Poesia
- Versos perversos (Revolting Rhymes, 1982)[101]
- Dirty Beasts (1984)
- Rhyme Stew (1989)

### Literatura per a adults

#### Novel·les
- Sometime Never: A Fable for Supermen (1948)
- Oncle Oswald (My Uncle Oswald, 1979)[102]

#### Contes i altres narracions curtes
- La meravellosa història de Henry Sugar (The Wonderful Story of Henry Sugar and Six More, 1977)[103]
- Històries imprevistes (Tales of the Unexpected, 1979)[104]
- More Tales of the Unexpected (1980)
- Històries de fantasmes (Roald Dahl's Book of Ghost Stories, 1983)[105]
- Intercanvi de parelles i altres contes (2005)[106]
- L'autoestopista (The Boy Who Talked With Animals, The Hitchhiker, The Mildenhall Treasure, 2009)[107]
- The Great Automatic Grammatizator (1997)

#### Guions
S'han fet diverses pel·lícules, curts i productes televisius basats en les obres i els personatges de Roald Dahl. L'autor també va escriure diversos guions per al cinema i la televisió:
- Way Out (1961), sèrie de televisió de la CBS presentada per Dahl; va escriure alguns dels guions.[108]
- Alfred Hitchcock Presents (1958-1960), sèrie de televisió presentada per Alfred Hitchcock; alguns dels guions i/o les històries són de Dahl.
- Només es viu dues vegades (You Only Live Twice, 1967), dirigida per Lewis Gilbert i amb Sean Connery fent de James Bond
- Chitty Chitty Bang Bang (1968), dirigida per Ken Hughes[109]
- The Night Digger (1971), dirigida per Alastair Reid[110]
- Un món de fantasia (Willy Wonka & the Chocolate Factory, 1971), dirigida per Mel Stuart i amb Gene Wilder fent de Willy Wonka
- Tales of the Unexpected (1979-1988), sèrie de televisió d'Anglia Television presentada per Dahl; va escriure quasi tots els guions de les primeres temporades i algunes de les últimes.[111]

### Obres autobiogràfiques
- El nen (Boy, Tales of Childhood 1984)[112]
- Sol pel món (Going Solo, 1986)[113]
- My Year (1993)

### Altres obres
- The Honeys, obra de teatre escrita per Dahl, protagonitzada entre d'altres per Jessica Tandy, (Broadway, 1955)[114]
- Les fangstigoses receptes de Roald Dahl (Roald Dahl's Revolting Recipes, 1995), escrit per Felicity Dahl i amb il·lustracions de Quentin Blake[115]